# 이한수 (1960년)
이한수(李韓洙, 1960년 8월 15일 ~ )는 대한민국의 정치인이다. 전북특별자치도 익산시장을 역임했다.

## 학력
- 이리고현초등학교 졸업
- 남성중학교 졸업
- 전라고등학교 졸업
- 전주비전대학교 기계학과 전문학사
- 한국방송통신대학교 행정학과 학사
- 원광대학교 경영대학원 경영관리학과 경영학 석사

## 경력
- 미주엔지니어링 대표이사
- 제17대 총선 대책위원장(추미애) 정책특보
- 열린우리당 전북도당 부위원장
- 전주공업대학 겸임교수
- 1998.07 ~ 2004.02:제6~7대 전라북도의원
- 2006.07 ~ 2010.06:제5대 익산시장(민선, 열린우리당(전라북도의 최연소 기초단체장))
- 2010.07 ~ 2014.06:제6대 익산시장(민선, 민주당)

## 논란

### 공직선거법 위반
제20대 국회의원 선거를 앞두고 기자들에게 여행경비를 제공한 혐의(공직선거법위반)로 기소되어 징역 10월에 집행유예 2년을 선고받은 원심이 대법원에서 확정되었다.

## 역대 선거 결과
|  | 0% |

|  | 71.80% |

|  | 41.20% |

|  | 49.56% |

|  | 49.70% |

|  | 35.58% |